# Lista de torres de Portugal
Esta é uma lista de torres de Portugal:

## Distrito de Beja
- Torre do Relógio (Serpa), Santa Maria, Serpa.
- Atalaia Magra ou Atalaia da Cabeça Magra, Moura (Santo Agostinho), Moura.

## Distrito de Braga
- Ruínas da Torre e Honra de Vasconcelos ou Casa dos Mouros, Ferreiros, Amares.
- Torre de Aborim, Aborim, Barcelos.
- Igreja e Torre de Manhente, Manhente, Barcelos.
- Torre dos Coimbras ou Torre de Oriz, Santa Marinha de Oriz, Vila Verde.
- Torre e Casa de Gomariz, Cervães, Vila Verde.
- Torre de Penegate, São Miguel de Carreiras, Vila Verde.

## Distrito de Bragança
- Torre de D. Chama (torre) ou Castro de São Brás, Torre de Dona Chama, Mirandela.
- Torre de Atalaia, Vimioso, Vimioso.

## Distrito de Castelo Branco
- Torre de Centum Cellas (Centum Cellae, Centum Celli, Centum Caeles, Centcellas, Centum Coeli), Colmeal da Torre, Belmonte.

## Distrito de Coimbra
- Torre da Universidade de Coimbra, Sé Nova, Coimbra
- Torre do Relógio (Tentúgal), Tentúgal, Montemor-o-Velho.
- Torre do Relógio (Figueira da Foz), São Julião da Figueira da Foz, Figueira da Foz, distrito de Coimbra.
- Torre de Anto, Almedina, Coimbra.
- Torre Sineira, Penacova, Penacova.
- Torre de Almedina, Almedina, Coimbra.
- Torre de Bera, Almalaguês, Coimbra.
- Torre de Redondos (restos) ou Castelo de Redondos, Buarcos, Figueira da Foz.
- Torre do Arnado, Santa Cruz, Coimbra

## Distrito de Évora
- Torre sineira do Convento do Salvador, Santo Antão, Évora.
- Torre de Sisebuto, Sé e São Pedro, Évora.
- Torre pentagonal, Sé e São Pedro, Évora.
- Torre das Águias, Brotas, Mora.
- Torre de Val-Boim, Torre de Vale Aboim ou Pomar de Vale de Boim, Portel, Portel.

## Distrito de Faro
- Torre de Bias ou Atalaia de Bias, Fuseta, Olhão.

## Distrito da Guarda
- Torre Ameada, Aguiar da Beira, Aguiar da Beira.
- Torre dos Metelos ou Solar dos Metelos, Freixeda do Torrão, Figueira de Castelo Rodrigo.
- Torre de Terrenho, casa e capela, Torre do Terrenho, Trancoso.

## Distrito de Leiria
- Torre do Relógio Velho, Pombal, Pombal.

## Distrito de Lisboa
- Torre do Relógio (Queluz) (Largo do Palácio Nacional de Queluz), Queluz, Sintra.
- Torres do Terreiro do Paço, Praça do Comércio, Lisboa
- Torre Vasco da Gama, Lisboa.
- Torre de Belém, Lisboa.
- Torre de Monsanto, Lisboa
- Torre São Gabriel, Lisboa
- Torre São Rafael, Lisboa
- Torres das Amoreiras, Lisboa
- Torres do Colombo, Lisboa
- Torres da Sé, Lisboa
- Torres do Castelo, Lisboa

## Distrito do Porto
- Torre de Vilar, Vilar do Torno e Alentém, Lousada.
- Torre de Nevões, Tabuado, Marco de Canaveses.
- Torre dos Mouros ou Torre dos Alcoforados, Lordelo, Paredes.
- Honra de Barbosa ou Torre de Barbosa, Rãs, Penafiel.
- Torre de Coreixas ou Torre de Durigo, Irivo, Penafiel.
- Torre do Palácio dos Terenas ou Torre de Pedro Sem, Massarelos, Porto.
- Torre de São Miguel-O-Anjo (farol, capela ou ermida de São Miguel-O-Anjo), Foz do Douro, Porto.
- Torre dos Clérigos, Vitória, Porto.

## Distrito de Santarém
- Torre de Dornes, Dornes, Ferreira do Zêzere.
- Torre do Langalhão ou Torre da Murta (ruínas), Areias, Ferreira do Zêzere.
- Torre das Cabaças ou Torre do Relógio, Marvila, Santarém.
- Torre Sineira do Santuário de Fátima, Fátima, Ourém

## Distrito de Setúbal
- Fortaleza da Torre Velha ou Torre Velha, Caparica, Almada.
- Cristo-Rei, Pragal, Almada
- Torre da Estação Ferroviária de Pinhal Novo (de sinalização e manobra), Pinhal Novo, Palmela.

## Distrito de Viana do Castelo
- Torre de Grade ou Torre de Faro, Grade, Arcos de Valdevez.
- Torre de Lanhelas, Casa da Torre ou Paço de Lanhelas, Lanhelas, Caminha.
- Torre do Relógio (Caminha), Caminha, Caminha.
- Torre de Lapela, Lapela, Monção.
- Torre de Refóios ou Torre das Malheiras, Refóios do Lima, Ponte de Lima.
- Torre de São Paulo e da Cadeia (e pano de muralha entre elas), Ponte de Lima, Ponte de Lima.
- Casa dos Barbosas Aranhas (casa torreada), Ponte de Lima, Ponte de Lima.

## Distrito de Vila Real
- Torre de Quintela, Vila Marim, Vila Real.

## Distrito de Viseu
- Relógio Velho, Mangualde, Mangualde.
- Torre da Lagariça, São Cipriano, Resende.
- Castelo de Ferreira de Aves ou Torre de Ferreira de Aves (castelo), Ferreira de Aves, Sátão.
- Torre de Ucanha, Ucanha, Tarouca.
- Torre de Vilharigues, Vouzela.
- Torre de Cambra, Vouzela.
- Torre de Alcofra, Vouzela.
- Torre de Bendavizes, Vouzela.